# International Crisis Group
Pour les articles homonymes, voir ICG.
 (décembre 2012).
Si vous disposez d'ouvrages ou d'articles de référence ou si vous connaissez des sites web de qualité traitant du thème abordé ici, merci de compléter l'article en donnant les références utiles à sa vérifiabilité et en les liant à la section « Notes et références ».
L'International Crisis Group (ICG), aussi connu sous le nom de Crisis Group, est une ONG internationale à but non lucratif créée en 1995, dont la mission est de prévenir et d'aider à résoudre les conflits meurtriers grâce à un travail de recherche sur le terrain, des analyses et des recommandations indépendantes.

## Historique
L'ICG a été créé en 1995 comme organisation non gouvernementale internationale à l'initiative d'un groupe de personnalités transatlantiques désespérées par l’incapacité de la communauté internationale à anticiper et répondre efficacement aux tragédies survenues en Somalie, au Rwanda et en Bosnie au début des années 1990. Cette initiative a été menée par Morton Isaac Abramowitz (ancien ambassadeur des États-Unis en Turquie et en Thaïlande, alors président de la Fondation Carnegie pour la paix internationale), Mark Malloch Brown (futur administrateur du PNUD, vice-secrétaire général de l'ONU et ministre britannique pour l'Afrique, l’Asie et l'ONU), et son premier président, le sénateur des Etats-Unis d'Amerique George Mitchell.
L'idée était de créer une nouvelle organisation dotée d’un personnel hautement qualifié, à l'écoute des situations locales pour prévenir des conflits imminents, et d’un conseil d’administration jouissant d’une grande influence et capable de mobiliser une action efficace de la part des décideurs politiques du monde entier.
De débuts modestes — un bureau de deux personnes à Londres et une équipe de terrain réduite dans les Balkans et en Afrique de l'Ouest — Crisis Group a connu une croissance rapide au cours de ces dernières années[Depuis quand ?]. Elle emploie actuellement quelque 110 professionnels dans le monde entier, de 46 nationalités et parlant 53 langues différentes, avec le soutien d’environ 20 consultants et 35 stagiaires.
Dans son rapport du 6 juillet 2016, «  Mali Central : la fabrique d'une insurrection ? », l'ICG tire la sonnette d'alarme sur la situation au Mali central, inquiétée par des montées de violence menées par des nouveaux groupes armés alimentés par de frustrations très diverses, et prenant corps principalement dans le Front de libération du Macina.

## Description

### Activités
Les équipes de l'International Crisis Group effectuent des recherches de terrain et recueillent des informations dans des zones sensibles afin de prévenir les conflits meurtriers. Des rapports d'analyse sont régulièrement rédigés à destination du grand public et des décideurs internationaux. L'ICG réalise un travail de plaidoyer auprès de gouvernements, d'organisations internationales (telles que l'ONU, l'UE ou l'Union africaine) et d'autres acteurs influents pour les encourager à anticiper les crises, attirer leur attention sur les risques de conflits et leur présenter des recommandations en vue de prévenir ou résoudre les conflits.
Crisis Group publie chaque année une centaine de rapports et briefings, ainsi que le bulletin mensuel d'alerte précoce CrisisWatch qui identifie les risques d'escalade et les perspectives de résolution des conflits dans quelque 80 pays. Les rapports de Crisis Group et les activités de sensibilisation qui les accompagnent ont joué un rôle actif dans la prévention et la résolution de conflits dans des régions comme les Balkans, la Corne de l’Afrique, l’Afrique centrale ou de l’Ouest.

### Financement
L'International Crisis Group reçoit des financements de divers gouvernements, pour l'essentiel occidentaux, ainsi que de fondations caritatives, d'entreprises et de donateurs individuels. En 2017, son budget s'élevait à 17,6 millions de dollars américains. Parmi ces fonds, 45 % provenaient d'une quinzaine de gouvernements différents et de l'Union européenne, 27 % d'entreprises privées et de donateurs individuels, et 23 % de diverses fondations et organisations philanthropiques.
Sources de financement en 2017
- 45 % gouvernements :  Australie (Department of Foreign Affairs and Trade) • Canada (Department of Foreign Affairs and Trade) • Emirats arabes unis  • Finlande (Ministry of Foreign Affairs) • France (Ministère des Affaires étrangères) • Islande (Ministry of Foreign Affairs) • Japon (International Coorperation Agency) • Liechtenstein • Nouvelle-Zélande (Ministry of Foreign Affairs and Trade) • Norvège (Ministry of Foreign Affairs) • Qatar (Ministry of Foreign Affairs) • Suède (Ministry for Foreign Affairs) • Suisse (Federal Department of Foreign Affairs) • Union européenne
- 23 % fondations d'intérêt privé : Open Society • Henry Luce Foundation • Konrad Adenauer Stiftung • Korber Stiftung • Korea Foundation • John D. and Catherine T. MacArthur Foundation • Omidyar Network Fund • Rift Valley Institue • Robert Bosch Stiftung • Rockfeller Brothers Fund
- 27 % entreprises ou individus

## Gouvernance
Présidents
- depuis décembre 2021 : Comfort Ero[11],[12]
- 2018-2021 : Robert_Malley[13]
- 2014-2018 : Jean-Marie Guéhenno
- 2009-2014 : Louise Arbour[14]

Conseil d'administration en 2004,
- Mark Malloch Brown
- George Soros
- Alexander Soros
- Mo Ibrahim
- Shivshankar Menon
- Gérard Araud
- Tzipi Livni
- Carl Bildt
- Emma Bonino
- Frank Giustra
- Cheryl Carolus
- Helle Thorning-Schmidt
- Wang Jisi
- Jake Sullivan
- Hu Shuli
- Stephen Hadley
- Nathalie Delapalme
- Ellen Johnson Sirleaf
- Ayo Obe
- Naz Modirzadeh
- Saad Mohseni
- Wendy Sherman
- Thomas R. Pickering
- Meghan O'Sullivan
- Jonas Gahr Støre
- Ahmed Rashid
- Juan Manuel Santos Calderon
- Marty Natalegawa
- Helge Lund
- Susana Malcorra
- William H. McRaven
- Shivshankar Menon
- Fola Adeola
- Hushang Ansary
- Maria Livanos Cattaui
- Ahmed Charai
- Alexander Downer
- Robert Fadel
- Sigmar Gabriel
- Yoriko Kawaguchi
- Wadah Khanfar
- Nasser al-Kidwa
- Bert Koenders
- Andrey Kortunov
- Ivan Krastev
- Stephen Hadley
- Lawrence H. Summers

Le conseil consultatif compte des entreprises telles que Chevron et Shell.

## Critiques
En septembre 2015, l’analyste politique Kodjo Tchioffo critique le dernier rapport en date d'ICG, « Cameroun : la menace du radicalisme religieux ». Il fait état d'un rapport qui propose un amalgame dangereux entre un islamisme radical violent et un christianisme revivaliste bien intégré dans le tissu social et politique du pays. Il reproche un manque d'attention sur les processus de radicalisation de certains groupes, le manque de moyens de l'État camerounais, et la transformation de l'armée dans ce conflit d'un nouveau genre.